# خوان تنا
خوان تنا (انگلیسی: Juan Tena; ۹ مارس ۱۸۹۹ – ۲۵ ژانویهٔ ۱۹۹۵) بازیکن فوتبال بود که در پست هافبک چپ بازی می‌کرد. او همچنین به مدت ۶ سال بین سال‌های ۱۹۳۰ و ۱۹۳۶ مدیریت باشگاه فوتبال سابادل را بر عهده داشت.
وی همچنین در تیم ملی فوتبال کاتالونیا بازی کرده‌است.
وی در مسابقات کشوری و بین‌المللی در مجموع برندهٔ ۱ مدال نقره شده‌است.